# José Lafayette Ferreira Álvares
José Lafayette Ferreira Álvares (* 30. November 1903 in Conceição do Rio Verde, Alagoas, Brasilien; † 7. März 1997) war ein brasilianischer Geistlicher und römisch-katholischer Bischof von Bragança Paulista.

## Leben
José Lafayette Ferreira Álvares empfing am 15. August 1934 die Priesterweihe für das Erzbistum São Paulo.
Am 26. Juli 1965 ernannte ihn Papst Paul VI. zum Titularbischof von Carcabia und zum Weihbischof im Erzbistum São Paulo. Die Bischofsweihe spendete ihm der Erzbischof von Erzbistum São Paulo, Agnelo Kardinal Rossi, am 5. September desselben Jahres. Mitkonsekratoren waren Weihbischof Gabriel Paulino Bueno Couto OCarm aus São Paulo und der Bischof von Mogi das Cruzes, Paulo Rolim Loureiro.
Am 1. Februar 1971 wurde er zum Bischof von Bragança Paulista ernannt und am 7. März desselben Jahres in das Amt eingeführt.
Am 10. November 1976 nahm Papst Paul VI. seinen vorzeitigen Rücktritt an.